# Labrogomphus
Labrogomphus is een geslacht van libellen (Odonata) uit de familie van de rombouten (Gomphidae).

## Soorten
Labrogomphus omvat 1 soort:
- Labrogomphus torvus Needham, 1931